# Fusigonalia lativittata
Fusigonalia lativittata är en insektsart som beskrevs av Fowler 1900. Fusigonalia lativittata ingår i släktet Fusigonalia och familjen dvärgstritar. Inga underarter finns listade i Catalogue of Life.